# Agrostis leonii
Agrostis leonii é uma espécie de gramínea do gênero Agrostis, pertencente à família Poaceae.